# Diamalabo
Diamalabo est une localité au centre de la Côte d'Ivoire dans la région du N'zi. Cette localité rurale du peuple Baoulé est administrativement rattachée au département de Dimbokro. 